# La Chicharra
La Chicharra: periódico serio-jocoso, redactado por una caterva de doctores de buen humor, que dará un canto o arañazo por semana, va ser un setmanari satíric que sortí a Reus el 1887.

## Història
Va sortir el primer número el 7 d'agost de 1887. Els redactors eren Francesc d'Assís Domingo, Bonaventura Vallespinosa Sistaré, Josep Fort i Giol, Sancho Borràs i Josep Canals, tots ells membres de la societat "El Progreso". Sembla que la revista era una activitat més d'aquesta societat, per altra banda una entitat poc coneguda.
A l'article de presentació es desmarquen de l'anticlericalisme comú a les revistes satíriques de l'època: "mis fines han de ser puramente didácticos y sin ofender ni la moral ni á la religión, puesto que será exclusivamente para defender la verdad". Aquesta veritat tindrà un to marcadament conservador. Les seves crítiques més directes aniran contra el diari catalanista Lo Somatent, el seu director Pau Font de Rubinat i el conjunt de republicans reusencs. Del conjunt dels seus articles se'n desprèn un atac genèric contra els catalanistes i autonomistes locals.

## Aspectes tècnics
Se'n coneixen només dos números, del 7 i del 14 d'agost de 1887, encara que una nota a la carpeta on es guarden a la Biblioteca Central Xavier Amorós diu que va sortir almenys fins al número 15. Format foli a quatre pàgines, s'imprimia a la Impremta de Gaietà Sabater, a la plaça del Rei i valia 5 cèntims. La redacció era al raval de sant Pere núm. 2, sembla que al local de "El Progreso". L'historiador i periodista reusenc Francesc Gras i Elies diu: "Enmudeció muy pronto".

## Localització
- Els exemplars coneguts són a la Biblioteca Central Xavier Amorós de Reus[4]